# Inégalité de Schur
En mathématiques, l’inégalité de Schur, portant le nom du mathématicien Issaï Schur, est une inégalité concernant les nombres réels.

## Énoncé
Soit {\displaystyle a,b,c} des nombres réels strictement positifs et {\displaystyle \lambda } un réel quelconque, alors :
avec égalité si et seulement si {\displaystyle a,b,c} sont égaux.

## Démonstration
Quitte à permuter les variables, on peut supposer {\displaystyle c\leqslant b\leqslant a}. 
- Si {\displaystyle \lambda \geqslant 0} :

{\displaystyle {\begin{cases}A=(a-b)\left(a^{\lambda }(a-c)-b^{\lambda }(b-c)\right)+c^{\lambda }(a-c)(b-c)\geqslant (a-b)\left(a^{\lambda }(a-c)-b^{\lambda }(a-c)\right)+c^{\lambda }(a-c)(b-c)\\A\geqslant (a-b)(a-c)(a^{\lambda }-b^{\lambda })+c^{\lambda }(a-c)(b-c)\geqslant (a-b)(a-c)(a^{\lambda }-b^{\lambda })\geqslant 0.\end{cases}}}
Le cas d'égalité s'obtient  bien pour {\displaystyle a=b=c}.
- Si {\displaystyle \lambda <0} :

{\displaystyle {\begin{cases}A=a^{\lambda }(a-b)(a-c)+(b-c)\left((a-c)c^{\lambda }-(a-b)b^{\lambda }\right)\\A\geqslant (b-c)(a-c)(c^{\lambda }-b^{\lambda })\geqslant 0.\end{cases}}}
Le cas d'égalité s'obtient aussi pour {\displaystyle a=b=c}.

## Cas particulier
Dans le cas {\displaystyle \lambda =1}, l'inégalité de Schur se réécrit sous les formes suivantes : 
- {\displaystyle a^{3}+b^{3}+c^{3}+3abc\geqslant ab(a+b)+bc(b+c)+ca(c+a)} (développer {\displaystyle A})
- {\displaystyle abc\geqslant (a+b-c)(a-b+c)(-a+b+c)}
- {\displaystyle 9abc+(a+b+c)^{3}\geqslant 4(ab+bc+ca)(a+b+c)}

La deuxième forme, dans le cas où {\displaystyle a,b,c} sont les longueurs des côtés d'un triangle, s'écrit, compte tenu de la formule de Héron : {\displaystyle 16S^{2}\leqslant abc(a+b+c)} où {\displaystyle S} est l'aire du triangle.
Et compte tenu des expressions des formules des rayons {\displaystyle R,r} des cercles circonscrit et inscrit : {\displaystyle R={\frac {abc}{4S}}} et  {\displaystyle r={\frac {2S}{a+b+c}}}, l'inégalité de Schur est donc équivalente à l'inégalité d'Euler : {\displaystyle R\geqslant 2r}.